# Franciscaines de Notre-Dame du Refuge
Les Franciscaines de Notre-Dame du Refuge (en latin : Congregatio Sororum Franciscalium a D. N. a Refugio) forment une congrégation religieuse féminine hospitalière de droit pontifical.

## Histoire
Le 4 août 1889, Livrade Orozco Santa Cruz (1834-1926) commence la vie commune à Zapopan avec six compagnes dans le but de créer une communauté pour aider les plus nécessiteux. Elles prennent pour guide spirituel le prêtre Pascal-Antoine de l'Enfant-Jésus, religieux franciscain, qui les place sous la protection de la Vierge du Refuge. Elles adoptent donc le nom de Tertiaires Franciscaines de Notre-Dame du Refuge. Les sept premières aspirantes prononcent leur vœux religieux le 7 mai 1897. L'apostolat des sœurs s'étend ensuite à la réinsertion des anciennes prostituées, l'enseignement, les hôpitaux, les orphelinats et les missions.
L'institut est agrégé à l'ordre des frères mineurs le 30 avril 1921 ; il reçoit le décret de louange le 27 novembre 1944 du pape Pie XII et ses constitutions sont reconnues le 22 janvier 1962. La congrégation est définitivement approuvée le 16 février suivant sous le nom de sœurs franciscaines de Notre-Dame du Refuge.

## Activités et diffusion
Les sœurs se consacrent principalement à la réinsertion des prostituées et à l'assistance aux femmes en danger de tomber dans la toxicomanie. Elles œuvrent aussi dans les internats, les orphelinats, les hôpitaux et les missions.
Elles sont présentes au Mexique, aux États-Unis, au Pérou, en Indonésie et en Italie. 
La maison-mère est à Guadalajara.
En 2017, la congrégation comptait 281 sœurs dans 51 maisons.